# Anton Wilhelm Tischbein
Anton Wilhelm Tischbein (* 1. März 1730 in Haina; † 1. November 1804 in Hanau) war ein deutscher Maler aus der Künstlerfamilie Tischbein. Zur Unterscheidung von deren anderen Mitgliedern wurde er auch Hanauer Tischbein genannt.

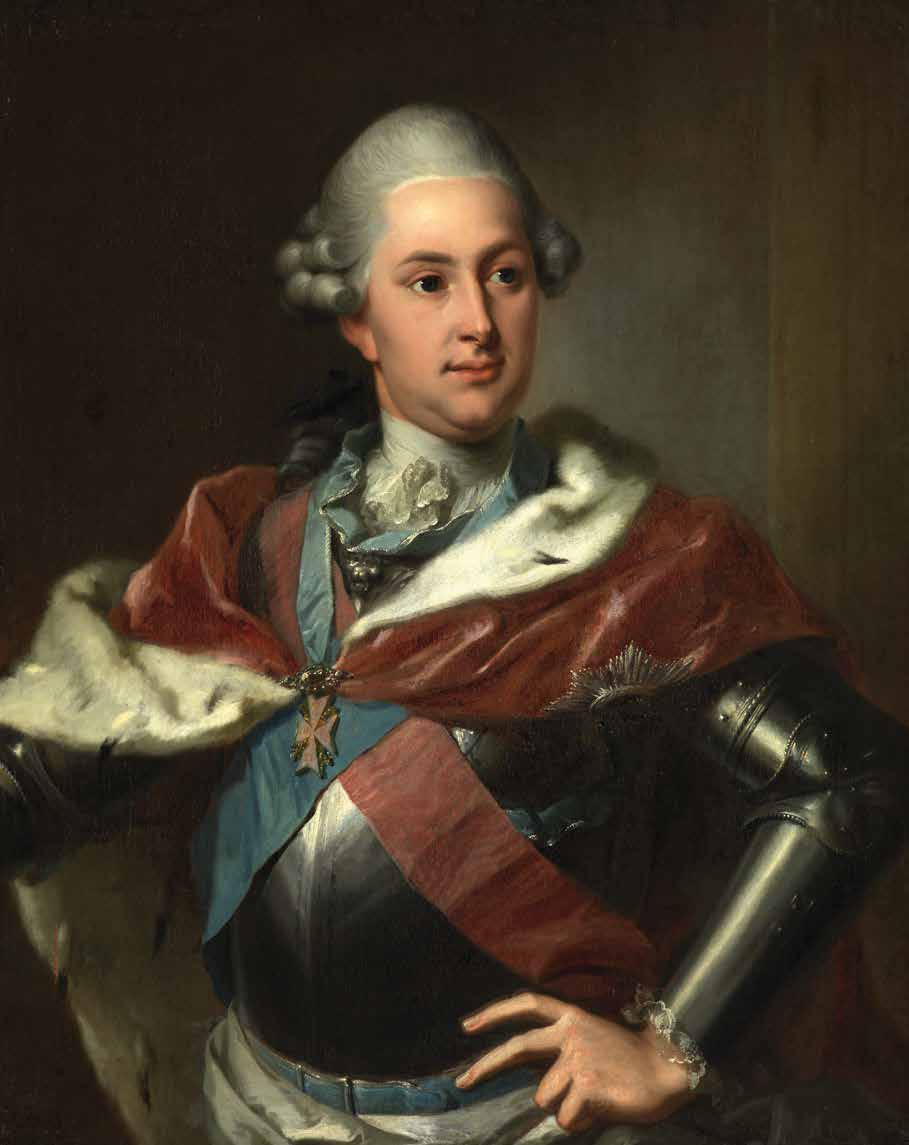
Anton Wilhelm Tischbein: Erbprinz Wilhelm von Hessen-Kassel (ca. 1770)

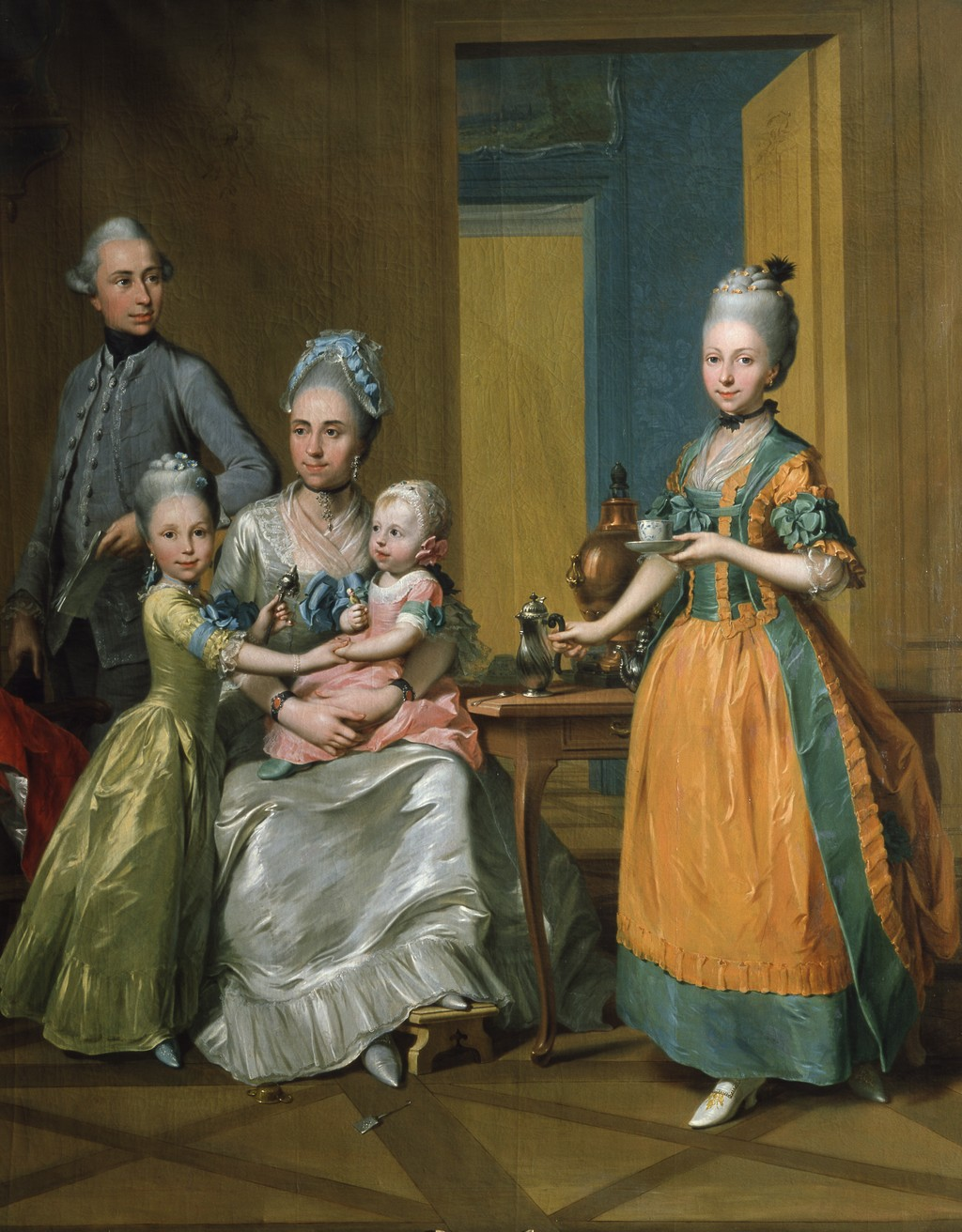
Anton Wilhelm Tischbein: Ehepaar von Borries Kindern (ca. 1770/75)

## Leben
Anton Wilhelm Tischbein wurde als Sohn eines Bäckermeisters geboren. Seine vier älteren Brüder waren ebenfalls Maler, darunter der bedeutende Johann Heinrich Tischbein der Ältere. Sein erster Lehrmeister war der ältere Bruder Johann Valentin Tischbein. 1753 schrieb er sich an der Akademie in Den Haag ein, die auch im zu Ende gehenden Barock internationales Renommee besaß.
1758 trat Anton Wilhelm als Sekretarius des Grafen Christian August von Solms-Laubach in den Hofdienst ein. 1769 wechselte er nach Hanau als Hofmaler von Erbprinz Wilhelm von Hessen-Kassel, wo er ab 1772 am Aufbau der Staatlichen Zeichenakademie als Mitglied und Lehrer mitwirkte.
Der „Hanauer Tischbein“ malte nicht nur die Familienmitglieder seines fürstlichen Herren, sondern arbeitete auch für wohlhabende Patrizier aus der Reichsstadt Frankfurt, beispielsweise für Johann Christian Senckenberg oder für die Familien Brentano und La Roche. Die Verbindung nach Laubach ließ er nie ganz abreißen. Darüber hinaus entstanden Historiengemälde mit mythologischen Inhalten sowie meist kleinformatige Kabinettstücke. Als Gebäudemaler schmückte Anton Wilhelm unter anderem das Lustschloss Wilhelmsbad bei Hanau. Dennoch machen Porträts sein Hauptwerk aus.
Mehrere Werke von Anton Wilhelm Tischbein werden in der Dauerausstellung des Historischen Museum Hanau im Schloss Philippsruhe gezeigt.